# Лупаш, Александру Йоан
Александру Йоан Лупаш (рум. Alexandru Ioan Lupaș; 5 января 1942, Арад — 14 августа 2007, Сибиу Румыния) — румынский математик, педагог, доктор философии по математике. Профессор университета «Лучиан Блага» в Сибиу.
Специалист в области вычислительной математики. Известен, как математик доказавший Неравенство Швейцера.

## Биография
В 1964 году окончил университет в г. Клуж-Напока. Затем был сотрудником, позже главным научным сотрудником Математического института Румынской академии в Клуж-Напока.
Во время работы в институте опубликовал ряд замечательных работ, в том числе «О степенных рядах Бернштейна» (1966), «Some properties of the linear positive operators. I», «Approximationseigenschaften der Gammaoperatoren», «Some properties of the linear positive operators. II», (в соавт.) и «Two generalizations of the Meyer-König and Zeller operator» (1967).
Успешная работа А. Лупаша была отмечена стипендией им. Гумбольдта, что позволило ему проводить исследования в университетах Штутгарта и Тюбингена, где он работал над докторской диссертацией под руководством Вернера Майер-Кёнига.
В 1972 году в университете Штутгарта получил научную степень доктора философии по математике за диссертацию «Die Folge der Betaoperatoren». После возвращения на родину в Клуж, занялся работой над второй докторской диссертацией, ставшей значительным вкладом в теорию интегральных уравнений и метод последовательных приближений (1976).
В том же году был назначен преподавателем в университете города Сибиу.
В 1971 опубликовал работу «On the approximation by linear operators of the class Sm» , годом позже — «An integral inequality for convex functions».
Автор более 100 научных работ, 6 научно-исследовательских монографий и 10 учебных пособий.